# Basiliche negli Stati Uniti d'America
Elenco delle basiliche presenti negli Stati Uniti d'America, in ordine alfabetico delle località
- Alameda:
  - St. Joseph Basilica (Decreto del 21.01.1972)
- Asheville:
  - Basilica of St. Lawrence (Decreto del 06.04.1993)
- Atlanta:
  - Basilica of the Sacred Heart of Jesus (Decreto del 22.02.2010)
- Baltimora:
  - Basilica of the National Shrine of the Assumption of the Blessed Virgin Mary (Decreto del 14.07.1937)
- Bardstown:
  - St. Joseph Proto-Cathedral Basilica (Decreto del 18.07.2001)
- Beaumont (Texas):
  - St. Anthony Cathedral Basilica (Decreto dell'11.07.2006)
- Belmont (Carolina del Nord):
  - Basilica of Our Lady Help of Christians (Decreto del 27.07.1998)
- Boston:
  - Basilica and Shrine of Our Lady of Perpetual Help (Decreto del 08.09.1954)
- Canton (Ohio):
  - Basilica of St. John the Baptist (Decreto del 19.06.2012)
- Carey (Ohio):
  - Basilica and National Shrine of Our Lady of Consolation (Decreto del 21.10.1971)
- Carmel-by-the-Sea:
  - Basilica of Mission San Carlos Borromeo del Rio Carmelo (Carmel Mission) (Decreto del 05.02.1960)
- Charleston (Virginia Occidentale):
  - Basilica of the Co-Cathedral of the Sacred Heart (Decreto del 09.11.2009)
- Chattanooga:
  - Basilica of Sts. Peter and Paul (Decreto del 03.05.2011)
- Chicago:
  - Our Lady of Sorrows Basilica (Decreto del 04.05.1956)
  - Basilica of Queen of All Saints (Decreto del 26.03.1962)
  - Basilica of St. Hyacinth (Decreto del 21.06.2003)
- Chicopee:
  - Basilica of St. Stanislaus (Decreto del 25.06.1991)
- Conception (Missouri):
  - Basilica of the Immaculate Conception (Decreto del 07.08.1940)
- Covington (Kentucky):
  - Cathedral of the Assumption (Decreto del 19.10.1953)
- Danville (Pennsylvania):
  - Basilica of Sts. Cyril and Methodius (Decreto del 30.06.1989)
- Daytona Beach:
  - Basilica of St. Paul (Decreto del 20.01.2006)
- Denver:
  - Cathedral Basilica of the Immaculate Conception (Decreto del 03.11.1979)
- Des Moines:
  - Basilica of St. John the Apostle (Decreto del 10.08.1989)
- Dyersville:
  - Basilica of St. Francis Xavier (Decreto dell'11.05.1956)
- Emmitsburg:
  - Basilica of the National Shrine of St. Elizabeth Ann Seton (Decreto del 13.02.1991)
- Filadelfia:
  - Cathedral Basilica of Saints Peter and Paul (Decreto del 27.09.1976)
- Galveston (Texas):
  - St. Mary’s Cathedral Basilica (Decreto del 02.08.1979)
- Grand Rapids (Michigan):
  - Basilica of St. Adalbert (Decreto del 22.08.1979)
- Hanover (Pennsylvania):
  - Basilica of the Sacred Heart of Jesus (Decreto del 30.06.1962)
- Honolulu:
  - Cathedral Basilica of Our Lady of Peace (Decreto del 10.05.2014)
- Hubertus (Wisconsin):
  - Basilica of Our Lady of Mary, Help of Christians at Holy Hill (Decreto dell'11.07.2006)
- Jacksonville:
  - Basilica of the Immaculate Conception (Decreto del 21.06.2013)
- Jamestown (Dakota del Nord):
  - Basilica of St. James (Decreto del 26.10.1988)
- Key West:
  - Basilica of St. Mary Star of the Sea (Decreto dell'11.02.2012)
- Lackawanna:
  - Our Lady of Victory Basilica and National Shrine (Decreto del 14.07.1926)
- Latrobe (Pennsylvania):
  - St. Vincent Archabbey Basilica (Decreto del 22.08.1955)
- Lewiston (Maine):
  - Sts. Peter and Paul Basilica (Decreto del 04.10.2004)
- Lewiston (New York):
  - National Shrine Basilica of Our Lady of Fatima (Decreto del 14.07.1975)
- Loretto (Pennsylvania):
  - Basilica of St. Michael the Archangel (Decreto del 09.09.1996)
- Marietta (Ohio):
  - Basilica of St. Mary of the Assumption (Decreto del 13.06.2013)
- Mesilla:
  - Basilica of San Albino (Decreto del 21.06.2008)
- Milwaukee:
  - St. Josaphat’s Basilica (Decreto del 10.03.1929)
- Minneapolis:
  - Basilica of St. Mary (Decreto del 18.01.1926)
- Mobile (Alabama):
  - Cathedral Basilica of the Immaculate Conception (Decreto del 10.03.1962)
- Natchez (Mississippi):
  - St. Mary Basilica (Decreto del 08.09.1998)
- Natchitoches:
  - Basilica of the Immaculate Conception (Decreto del 22.02.2009)
- New Orleans:
  - Cathedral Basilica of St. Louis King of France (Decreto del 09.12.1964)
- New York:
  - Metropolitan Cathedral of St. Patrick (Decreto del 17.03.2010)
  - Basilica of Our Lady of Perpetual Help (Brooklyn) (Decreto del 05.09.1969)
  - Cathedral Basilica of St. James (Brooklyn) (Decreto del 06.05.1982)
  - Basilica of Regina Pacis (Brooklyn) (Decreto del 19.10.2012)
- Newark:
  - Cathedral Basilica of the Sacred Heart (Decreto del 22.12.1995)
- Norfolk (Virginia):
  - Basilica of St. Mary of the Immaculate Conception (Decreto del 09.07.1991)
- North Jackson (Ohio):
  - Basilica and National Shrine of Our Lady of Lebanon (Decreto del 08.07.2014)
- Notre Dame (Indiana):
  - Basilica of the Most Sacred Heart (Decreto del 23.11.1991)
- Orlando (Florida):
  - Basilica of the National Shrine of Mary, Queen of the Universe (Decreto del 03.06.2009)
- Pensacola:
  - Basilica of St. Michael the Archangel (Decreto del 28.12.2011)
- Phoenix:
  - St. Mary’s Basilica (Decreto del 02.09.1985)
- Royal Oak:
  - National Shrine of the Little Flower Basilica (Decreto del 2.12.2014)
- San Antonio:
  - Basilica of the National Shrine of the Little Flower (Decreto del 27.08.1998)
- San Diego:
  - Mission Basilica of San Diego de Alcala (Decreto del 17.11.1975)
- San Francisco:
  - Basilica of St. Francis of Assisi (Decreto del 06.02.1952)
- San Jose:
  - Cathedral of St. Joseph (Decreto del 22.12.1995)
- San Juan Capistrano:
  - Mission Basilica of San Juan Capistrano (Decreto del 14.02.2000)
- San Juan:
  - Basilica of the National Shrine of Our Lady of San Juan del Valle (Decreto del 12.06.1999)
- Santa Fe (Nuovo Messico):
  - Cathedral Basilica of Saint Francis of Assis (Decreto del .06.2005)
- Scranton:
  - Basilica of the National Shrine of St. Ann (Decreto del 29.08.1996)
- Southampton (New York):
  - Basilica of the Sacred Hearts of Jesus and Mary (Decreto del 30.11.2011)
- St. Augustine:
  - Cathedral Basilica of St. Augustine (Decreto del 04.12.1976)
- Saint Louis (Missouri):
  - Basilica of St. Louis, King of France (Old Cathedral) (Decreto del 27.01.1961)
  - Cathedral Basilica of St. Louis (Decreto del 04.04.1997)
- Stamford (Connecticut):
  - Basilica of St. John the Evangelist (Decreto del 16.06.2009)
- Syracuse (New York):
  - Basilica of the Sacred Heart of Jesus (Decreto del 27.07.1998)
- Trappist (Kentucky):
  - Basilica of the Blessed Virgin of Gethsemani (Decreto del 22.04.1949)
- Victoria (Kansas):
  - Basilica of St. Fidelis (Decreto del 21.02.2014)
- Vincennes (Indiana):
  - Basilica of St. Francis Xavier (Old Cathedral) (Decreto del 14.03.1970)
- Washington:
  - Basilica of the National Shrine of the Immaculate Conception (Decreto del 12.10.1990)
- Waterbury (Connecticut):
  - Basilica of the Immaculate Conception (Decreto del 09.02.2008)
- Webster (Massachusetts):
  - St. Joseph Basilica (Decreto del 23.06.1998)
- Wilmington (Carolina del Nord):
  - Basilica Shrine of St. Mary (Decreto del 13.06.2013)
- Winona (Minnesota):
  - Basilica of St. Stanislaus Kostka (Decreto del 10.11.2011)
- Youngstown (Ohio):
  - Basilica of Our Lady of Mount Carmel (Decreto del 13.05.2014)